# اچ‌ان‌ال‌ام‌اس شورپیون
اچ‌ان‌ال‌ام‌اس شورپیون (به انگلیسی: HNLMS Schorpioen) یک کشتی است که طول آن ۱۹۵٫۷ فوت (۵۹٫۶۵ متر) می‌باشد. این کشتی در سال ۱۸۶۸ ساخته شد.